# НЛП и наука
Вопрос научного обоснования нейролингвистического программирования (НЛП), соотношения НЛП и науки, а также критического научного рассмотрения феномена НЛП стоит со времени создания НЛП в начале 1970-х.

## Общие сведения
Сторонники нейролингвистического программирования не заявляют о том, что оно представляет собой научную теорию и зачастую занимают позицию вне научной парадигмы. Не утверждается ими и то, что их модели системы обработки должны рассматриваться как разновидность когнитивной психологии. Они скорее утверждают, что создали эмпирически работающую модель поведения, сопровождающего субъективный опыт. Они приводят некоторые научные обоснования базовых предположений и квазиэкспериментальные данные для некоторых постулированных соотношений. По утверждению Бэндлера основатели НЛП не проводили глубоких исследований и концепции НЛП основаны лишь на особом способе моделирования методов успешно практикующих психологов.
В 1989 году независимо друг от друга Хип и Дракмэн опубликовали данные, в которых делается вывод, что некоторые исследования на момент написания их работ были проведены некорректно и что «эффективность НЛП-терапии, применяемой в настоящих клинических контекстах с участием подготовленных практиков, до сих пор должным образом не изучена».
Британское психологическое общество наградило компанию CDA своей престижной аккредитацией Уровня B (широко считающаяся эталонным стандартом) за их психометрические тесты, основанные на метапрограммах из НЛП. Как заявил технический директор CDA, когда они исследовали феномен НЛП и концепцию метапрограмм, они нашли, что данные идеи, подкреплённые ясной психологической теорией, создают базис для понимания человеческого поведения и мышления.
Научные обзоры показывают, что НЛП содержит ряд фактических ошибок и не даёт тех результатов, о которых заявляют сторонники данного направления. Критики обращают внимание не только на отсутствие достоверных экспериментальных подтверждений эффективности НЛП, но и на характерные псевдонаучные черты, присутствующие в концепциях данного направления, его названии и применяемой терминологии. Ряд исследователей, анализировавших факторы мошенничества в областях медицины, психологии и психиатрии, перечисляют НЛП среди наиболее дискредитированных терапевтических практик.

## Научная критика НЛП
В сборнике 4-й международной научно-практической конференции «Перспективы высшего образования в малых городах», проводившейся на базе Дальневосточного государственного университета в 2002 г., отмечается, что курсы нейролингвистического программирования часто маскируются под образовательные и благотворительные программы и практика показывает, что последствия подобного «образования» бывают самыми плачевными.

## Обзоры К. Шарпли
В 1980-х и 1990-х годах было проведено множество эмпирических исследований, экспериментально проверявших в лабораторных условиях гипотезу Бэндлера и Гриндера о том, что наблюдатель может однозначно определить репрезентативную систему человека с помощью движений глаз и описательных прилагательных (называемых модальностями), используемых человеком в речи. Обзор исследований, проведенный Шарпли в 1984 и обзор, написанный в 1987 в ответ на критику Эйншпроха и Формана, показывают, что эмпирические данные не подтверждают базовых положений НЛП, однако ряд методов НЛП дают результат и полезны.

«Основные принципы НЛП потерпели крах в проверке на надежность в почти 86 % контролируемых исследований… исследователь в этой области может быть прощен за принятие заключения Elich et al., (1985): „НЛП достигло чего-то родственного статусу культа, когда это может быть ничуть не более, чем очередная психологическая причуда (мода, увлечение)“ (p. 625).»— Sharpley, C. F. (1987)

## Исследования Национальной исследовательской комиссии США
По запросу армии США, Национальная исследовательская комиссия США исследовала НЛП, в качестве инструмента воздействия на людей.
Комиссия пришла к двум выводам. Во-первых, не найдено свидетельств в пользу НЛП, как инструмента влияния на поведение человека. «Предполагается, что НЛП-тренер может через отслеживание движения глаз и речи воздействовать на мысли, чувства и мнение другого человека.(Dilts, 1983) Нет никаких научных обоснований этой теории.»
Во-вторых, комиссия была поражена подходом, который использовался для развития техники моделирования экспертов в НЛП. Метод был разработан путём наблюдений за тремя психотерапевтами во время их сеансов с последующим копированием их вербального и невербального поведения. Вследствие этого комиссия отказалось от дальнейших исследований техники моделирования эксперта, использующихся в НЛП.
Отчет комиссии:

«По отдельности и вместе, эти исследования не дают эмпирических обоснований для постулатов НЛП … или для эффективности НЛП. Комитет не может рекомендовать использование этих не прошедших проверку техник.»

Оригинальный текст (англ.)"Individually, and as a group, these studies fail to provide an empirical base of support for NLP assumptions...or NLP effectiveness. The committee cannot recommend the employment of such an unvalidated technique"

В дополнение, Эдгар Джонсон, технический директор Исследовательского института экологической медицины армии США, возглавляющий проект «Jedi», исследующий НЛП, заявил:

«Множество данных показывают, что оно (НЛП) не работает»
Оригинальный текст (англ.)"Lots of data shows that it(NLP) doesn't work"

## Критика НЛП в журналах по психологии
«Хотя оно заявляет о неврологии в своей родословной, устаревшее представление НЛП об отношениях между когнитивным стилем и функционированием мозга, в конечном счете, сводится к грубым аналогиям. НЛП греется в лучах бесчисленных экспансивных свидетельств, но Национальный Исследовательский Совет не мог выявить (раскопать) никакого твердого свидетельства в его пользу или даже сжатого изложения его основной теории.»

«… НЛП. Теория отчетливо не сформулирована, её терминология, (пред)посылки и предположения неоднозначны или плохо конкретизированы. Как показал анализ в этой статье, основная причина несоответствий этой теории заключается в её заимствований из концепций, антагонистических друг к другу… Выводы из рассмотренной литературы: как теория, это не разработано и непоследовательно, и её методы не предлагают ничего нового.»

Исследователи НЛП критикуют его за неэффективность. «Это исследование сравнило методы НЛП типа ведения (pacing), метафоры и фонематических схем с двумя намного более простыми не-НЛП контролируемыми условиями: директивно-информирующее условие и только информирующее плацебо-условие. Никакие различия в аттитьюдах не были найдены среди условий, но не-НЛП директивно-информирующее контролируемое условие продемонстрировало значительно большую убедительность в поведенческой системе измерения, показав результат, противоположный предсказанному практикующими НЛПистами».

«Выявились огромные взаимные корреляции (колеблющиеся около r =.7) между поведением субъекта в различных сенсорных модальностях, что является единственно возможным результатом, который не был предсказан НЛП».